# Élections législatives de 2022 en Illinois
Les élections législatives de 2022 en Illinois ont lieu le 8 novembre 2022 afin d'élire les 118 membres de la Chambre des représentants de l'État américain d'Illinois.
Le Parti démocrate maintient sa majorité absolue des sièges.

## Système électoral
La Chambre des représentants de l'Illinois est la chambre basse de son parlement bicaméral. Elle est composée de 118 sièges pourvus pour deux ans au scrutin uninominal majoritaire à un tour dans autant de circonscriptions.

## Résultats
| Partis                   | Partis                   | Voix      | %   | +/-  | Sièges | +/-           |
| ------------------------ | ------------------------ | --------- | --- | ---- | ------ | ------------- |
|                          | Parti démocrate          | 1 872 947 |     | 6,28 | 78     | 5             |
|                          | Parti républicain        | 1 021 091 |     | 3,83 | 40     | 5             |
|                          | Parti libertarien        |           |     |      | 0      | en stagnation |
|                          | Parti vert               |           |     |      | 0      | en stagnation |
|                          | Parti de la Constitution |           |     |      | 0      | en stagnation |
|                          | Pro-armes pro-vie        |           |     |      | 0      | en stagnation |
|                          | Indépendants             |           |     |      | 0      | en stagnation |
|                          | Candidat par écrit       |           |     |      | 0      | en stagnation |
|                          |                          |           |     |      |        |               |
| Votes valides            |                          |           |     |      |        |               |
| Votes blancs et nuls     |                          |           |     |      |        |               |
| Total                    | Total                    |           | 100 | -    | 118    | en stagnation |
| Abstentions              |                          |           |     |      |        |               |
| Inscrits / participation |                          |           |     |      |        |               |